# TimeCamp
TimeCamp é uma aplicação baseada na web, lançada em 2009 por Kamil Rudnicki, um programador e fundador da Time Solutions, para rastrear a atividade de usuários de computadores e é dedicada a freelancers ou equipes. A ferramenta é um exemplo de software de rastreamento de tempo (Time Tracking), que permite faturar o trabalho dos funcionários com base em uma taxa horária, medindo a eficácia do trabalho no gerenciamento de projetos.
TimeCamp SA (anteriormente Time Solutions) – A fábrica de sistemas do TimeCamp  é uma empresa de TI com sede em Wrocław, fundada em 2009 por Kamil Rudnicki, um estudante de 21 anos na época. Os principais investidores da Time Solutions são Asseco Poland e Venture Incubator, que financiaram o Time Solutions em 2011.

## Caracteristicas
Uma das principais características do TimeCamp é a automação dos processos conectados ao gerenciamento de projetos e tarefas pelo uso do rastreamento automático de tempo. O TimeCamp rastreia as horas de projeto faturáveis e não faturáveis, permitindo que seus usuários gerem faturas automaticamente e usem planilhas de tempos (timesheets). Além disso, a ferramenta pode ser integrada com mais de 37 outras soluções de gerenciamento de projetos - Asana, Basecamp, Trello, Podio, Insightly, Wrike, Todoist ou ferramentas usadas para automação de marketing, como Zapier, Freshbooks, Slack.  Kevin Getch, fundador da Next Web descreveu o TimeCamp como a ferramenta que permite "inserir tempo facilmente em tarefas que foram atribuídas (...) também fornece relatórios excelentes e permite que você atribua usuários com funções diferentes".

## Recepção
Em 2009, o TimeCamp foi mencionado no artigo do Wall Street Journal "Ferramentas para gerenciar o tempo de forma online com sabedoria". Então, em 2014, The American Genius dedicou todo o artigo à ferramenta. Em 2015, Minda Zetlin escreveu sobre TC no INC, enquanto em 2016 a Forbes incluiu na lista do melhor software de rastreamento do tempo. Em 2017, o Gartner – negócios de softwares, GetApp, analisou o TimeCamp e colocou entre os "Líderes de categoria de Billing e faturamento”. Em 2016, o artigo do Baguete apresenta a chegada da Timecamp ao Brasil.